# Naumanns elefant
Palaeoloxodon naumanni, ibland kallad Naumanns elefant, är en utdöd art som tillhör släktet Palaeoloxodon som levde i den japanska skärgården under mellersta till sena Pleistocen för cirka 430 000 till 24 000 år sedan. Den är uppkallad efter Heinrich Edmund Naumann som upptäckte de första fossilerna i Yokosuka, Kanagawa, Japan. Fossiler som tillskrivs P. naumanni är också kända från Kina och Korea.

## Bekrivning
Palaeoloxodon naumanni hade, som andra medlemmar av släktet Palaeoloxodon, ett par långa kraftiga betar och ett skyddsvapen på toppen av huvudet. Dessa betar växte till mer än 2,4 m i längd, 20 cm i diameter. Den var lite mindre än asiatiska elefanter i genomsnitt 2,5 meter till 3 meter. Den levde i blandskog av subarktiska barrträd och lågtempererade lövträd.
Förfader till Palaeoloxodon naumanni flyttade från den eurasiska kontinenten till Japan via ett näs och utvecklades därefter självständigt och spred sig över hela Japan efter att näset täcktes av stigande havsnivå. Palaeoloxodon naumanni jagades av tidens invånare. Några fossil hittades runt sjön Nojiri i Nagano prefektur, tillsammans med många artefakter av sten- och benverktyg.
P. naumannis utbredningsområde sträcker sig över den japanska övärlden, norrut till Hokkaido, där den under sen pleistocen växlade med den ulliga mammuten under varmare intervaller.

## Upptäckt och nomenklatur
År 1860 gjordes den första fossila upptäckten vid Yokosuka och botten av Japanska innanhavet (Seto naikai). Heinrich Edmund Naumann undersökte och rapporterade dessa fossiler i "Ueber japanische Elephanten der Vorzeit" (1882). Naumann klassificerade fossilet som Elephas namadicus Falconer & Cautley. År 1924 undersökte Jiro Makiyama fossiler som hittades i Hamamatsu, Shizuoka och rapporterade att elefanten var en ny underart och betecknade fossilen Elephas namadicus naumannni i "Notes on a fossil elephant from Sahamma, Totomi" (1924). Tadao Kamei identifierade Elephas namadicus naumanni som en ny art, kallad Palaeoloxodon naumanni, från fossiler som hittades vid sjön Nojiri. Det har också kallats Elephas naumanni.

## Utveckling och utrotning
De äldsta kända datumen för arten är från MIS 12, ca 430 000 år sedan, där den ersätter Stegodon orientalis, som hade kommit från ostasiatiska fastlandet flera hundra tusen år tidigare. De yngsta datumen för arten är ca 24 000 år före nutid, under de tidiga stadierna av senaste istiden. Alla yngre datum ansågs opålitliga.